# Dignano
Dignano (Dignan en friulano) es una población de 2.410 habitantes en la provincia de Udine, en la región autónoma de Friuli-Venecia Julia.

## Geografía

### Demografía
| Gráfica de evolución demográfica de Dignano entre 1861 y 2001 |
|                                                               |
| Fuente ISTAT - elaboración gráfica de Wikipedia               |

- Datos: Q53252
- Multimedia: Dignano / Q53252

1. ↑  Worldpostalcodes.org, código postal n.º 33030.
2. ↑  «Codici Catastali». Comuni-italiani.it (en italiano). Consultado el 29 de abril de 2017.